# لويس باريتو
لويس باريتو (بالإنجليزية: Luis Barreto) هو لاعب كرة قدم هندي، ولد في 14 أكتوبر 1980 في Nuvem ‏ في الهند. لعب مع نادي إيست بنغال ونادي ديمبو ونادي محمدان ونادي مومباي لكرة القدم.

## وصلات خارجية
- لويس باريتو على موقع قاعدة بيانات كرة القدم.إي يو (الإنجليزية)
- لويس باريتو على موقع Soccerway.com (الإنجليزية)